# 主役はキミだ!わんだほキッズ
『主役はキミだ!わんだほキッズ』（しゅやくはキミだ わんだほキッズ）は、フジテレビ系列局の一部で放送されていた東海テレビ製作の教養番組である。製作局の東海テレビでは2010年10月2日から2014年3月29日まで放送。

## 概要
ダンスや歌や物真似など、何らかの特技を持っている子供たちを紹介していた番組。東海3県在住の子供たちが多く出演していたが、この番組は石川テレビと福井テレビでも放送されていたため、北陸地方から来る子供もいた。
司会は地元東海地方出身のザブングルが、ナレーターは東海テレビアナウンサーの藤本晶子が務めていた。ほか、毎週ゲストを招いていた。収録は、東海テレビ本社内のスタジオと東海3県各地の小学校で行われていた。
前番組『夢のちから』から引き続き、東海テレビと石川テレビでは名鉄グループの単独提供で放送されていた。オープニングの提供クレジットでは名鉄グループ各企業名を表示していたが、アナウンサーによる読み上げはなかった。
番組は2011年4月2日から字幕放送を行い、同年6月18日からは番組連動データ放送も行っていた。石川テレビも当初はデータ放送を行っていたが、2011年9月17日放送分をもって終了し、以後は字幕放送のみを実施していた。

## テーマ曲
「わんだほキッズのステキなテーマ」
- 作詞：やすけいいち（当番組の構成作家の一人）／作曲：藤野竜輝
当番組に登場した水谷ゆう（愛知県岡崎市出身）によるヴァージョンが、水谷のシングル『いっぱい大好き』（UNIVERSAL MUSIC・2011年10月5日発売）に収録されている[3]。

## スタッフ
- プロデューサー：伊藤順子、水田尚孝、伊藤真保、渡辺克彦（以上東海テレビ）、戸谷泰治（東海テレビプロダクション）
- ディレクター：戸谷泰治、小林星河、福井崇仁（東海テレビプロダクション）

## 放送局
| 放送対象地域 | 放送局            | 系列           | 放送日時 | 備考                                        |
| ------------ | ----------------- | -------------- | --- | ------------------------------------------- |
| 中京広域圏   | 東海テレビ（THK） | フジテレビ系列 | 土曜 11:25 - 11:40 （2010年10月2日 - 2011年9月17日） 土曜 11:20 - 11:35 （2011年10月1日 - 2013年3月30日） 土曜 11:25 - 11:40 （2013年4月6日 - 2014年3月29日） | 製作局                                      |
| 石川県       | 石川テレビ（ITC） | フジテレビ系列 | 土曜 11:25 - 11:40 （2010年10月2日 - 2013年3月30日） 土曜 11:30 - 11:45 （2013年4月6日 - 2014年3月29日）                                                      | 同時ネット → 5分遅れ → 同時ネット → 5分遅れ |
| 福井県       | 福井テレビ（FTB） | フジテレビ系列 | 土曜 11:25 - 11:40（2010年10月16日 - 2012年3月24日） | 14日遅れ → 28日遅れ                         |